# Glandirana susurra
Glandirana susurra es una especie de anfibio anuro de la familia Ranidae.

## Distribución geográfica
Esta especie es endémica de la isla de Sado en Japón. 
Su localidad tipo es Akitsu, ciudad de Sado, isla de Sado, prefectura de Niigata, Japón (38° 4′N, 138° 24′E). Se encuentra a 11 m sobre el nivel del mar. 

## Publicación original
- Sekiya, Miura & Ogata, 2012 : A new frog species of the genus Rugosa from Sado Island, Japan (Anura, Ranidae). Zootaxa, n.º 3575, p. 49-62[2]